# N207 (België)
De N207 is een gewestweg in Liedekerke, België. De weg is ongeveer 4,4 kilometer lang en loopt volledig over het grondgebied van de gemeente Liedekerke. Het noordelijke einde is een rotonde met de N208 en het zuidelijke einde is de gemeentegrens met Roosdaal.
Net ten noorden van Liedekerke gaat de N207 onder spoorlijn 50, waar ook het station Liedekerke zich bevindt. Anno 2016 werd de stationsomgeving heringericht, waarbij de N207 voortaan onder een nieuwe, rechte tunnel het spoor kruist in plaats van een schuine tunnel, wat zorgt voor een betere doorstroming. Als onderdeel hiervan werd in 2013-2014 ook de rotonde met de N208 heraangelegd (het noordelijke einde van de N207).
Het kruispunt van de Pamelsestraat (N207) met de Sportlaan (zuidelijk Liedekerke) werd in 2011 omgevormd tot een rotonde.
Na de gemeentegrens met Roosdaal loopt de N207 verder als onder meer Kriebrugstraat, naar een T-splitsing naar enerzijds Okegem en anderzijds Roosdaal-centrum.

## Straatnamen
De N207 heeft de volgende straatnamen:
- Affligemsestraat
- Pamelsestraat